# Winton (Minnesota)
Winton – miasto w Stanach Zjednoczonych, w stanie Minnesota, w hrabstwie St. Louis.